# Maniac Cop
Maniac Cop es una película de terror estadounidense de 1988, dirigida por William Lustig y escrita por Larry Cohen. La cinta generó dos secuelas, Maniac Cop 2 (1990) y Maniac Cop III: Badge of Silence (1993).

## Argumento
Un thriller sobre una serie de brutales crímenes que aterrorizan la ciudad de Nueva York.
El caos inunda las calles y las víctimas son despedazadas y descuartizadas sin ningún tipo de motivación, los ciudadanos se defienden matando a los policías, mientras que la prensa anuncia que el asesino y psicópata es ¡un policía!
Para calmar los ánimos de la ciudad, la policía arresta al oficial Jack Forrest, su mujer aparece muerta y su compañera policía, Teresa Mallory, está convencida de su inocencia. Cuando el detective Frank McCrae, su superior es encontrado muerto, decide involucrarse en el caso.
Cuando está a punto de descubrir la verdadera identidad del asesino, se revelará un hecho insospechado y es que el difunto oficial Matt Cordell parece haber vuelto a la vida, sediento de sangre y de crímenes, convertido en el temido “MANIAC COP”.
Cordell había sido brutalmente asesinado en la cárcel por los reclusos que él había ayudado a meter entre rejas. Resucita matando a las personas que se le pongan por delante.

## Reparto
- Tom Atkins como Frank McCrae.
- Bruce Campbell como Jack Forrest.
- Laurene Landon como Theresa Mallory.
- Richard Roundtree como Comisario Pike.
- William Smith como Capitán Ripley.
- Robert Z'Dar como Matt Cordell.
- Sheree North como Sally Noland.

## Banda sonora
Jay Chattaway lanzó el LP con la música de la película en 1988 a través de Phoenix Records.

### Lista de canciones
1. "Main Title"
2. "A Night in the Park"
3. "Flashback Montage"
4. "The Chase"
5. "Morning Train"
6. "Face Down"
7. "Sally's Drive"
8. "On the Ledge"
9. "Splash Dance"
10. "Epilogue"